# Ryad Benchikha
 (mars 2021).
Si vous disposez d'ouvrages ou d'articles de référence ou si vous connaissez des sites web de qualité traitant du thème abordé ici, merci de compléter l'article en donnant les références utiles à sa vérifiabilité et en les liant à la section « Notes et références ».
Ryad Benchikha est un footballeur algérien né le 5 mars 1975 à Béjaïa. Il évoluait au poste d'attaquant.

## Biographie
Ryad Benchikha évolue avec le MC Alger, l'USM El-Harrach, la JS Kabylie, et la JSM Béjaïa.
Il dispute avec Béjaïa 46 matchs en première division algérienne, inscrivant 20 but entre 2002 et 2004. Ses statistiques d'avant 2002 ne sont pas connues.
Après avoir raccroché les crampons, il déménage en France, à Lyon. Il entraîne notamment l'équipe des U9 et des U11 de Perrache. 
Il est marié et père de 4 enfants (3 filles, 1 garçon) .